# Йозефа фон Фюрстенберг-Вайтра
Мария Йозефа София фон Фюрстенберг-Вайтра (на немски: Maria Josefa Sophie von Fürstenberg-Weitra; * 21 юни 1776, Виена; † 23 февруари 1848, Виена) е ландграфиня от Фюрстенберг-Вайтра и чрез жениитба княгиня на Лихтенщайн (1805 – 1836).

## Биография
Тя е дъщеря на ландграф Йоахим Егон фон Фюрстенберг-Вайтра (1749 – 1828) и съпругата му графиня София Терезия фон Йотинген-Валерщайн (1751 – 1835), дъщеря на граф Филип Карл Доминик фон Йотинген-Валерщайн (1722 – 1766) и графиня Шарлота Юлиана фон Йотинген-Балдерн (1728 – 1791). Сестра е на ландграф Фридрих Карл фон Фюрстенберг-Вайтра (1774 – 1856), Каролина София фон Фюрстенберг (1777 – 1846), омъжена 1796 г. за 4. княз Карл Йоахим фон Фюрстенберг (1771 – 1804), и Елизабет фон Фюрстенберг-Вайтра (1784 – 1865), омъжена 1801 г. за 2. княз Йохан фон и цу Траутмансдорф-Вайнсберг (1780 – 1834).
Йозефа фон Фюрстенберг-Вайтра умира на 71 години на 23 февруари 1848 г. във Виена. Погребана е до съпруга си във фамилната гробница на фамилията Лихтенщайн във Вранау/Вранов, северно от Брюн/Бърно.

## Фамилия
Йозефа фон Фюрстенберг-Вайтра се омъжва на 12 април 1792 г. във Виена за 10. княз Йохан I Йозеф фон Лихтенщайн (* 27 юни 1760, Виена; † 20 април 1836, Виена), по-малък син на княз Франц Йозеф I фон Лихтенщайн (1726 – 1781) и графиня Леополдина фон Щернберг (1733 – 1809). Кайзер Франц I го прави през 1806 г. командир на града и крепостта Виена. Те имат 15 деца:
- Леополдина Мария Йозефа (* 11 септември 1793; † 28 юли 1808)
- Каролина (* 2 февруари 1795; † пр. 1800)
- Алойз II Мария Йозеф Йохан фон Непомук Баптист Йахим Филип Нери фон Лихтенщайн (* 26 май 1796, Виена; † 12 ноември 1858, Айзгруб, Моравия), 11. княз на Лихтенщайн (1836 – 1858), женен на 8 август 1831 г. във Виена за графиня Франциска де Паула Кински фон Вчиниц-Тетау (1813 – 1881)
- София Мария Йозефа (* 5 септември 1798, Виена; † 27 юни 1869, Виена), омъжена на 4 август 1817 г. за граф Винце Естерхази де Галанта (1787 – 1835); дворцова дама на австрийската императрица Елизабет Баварска (Сиси)
- Мария Йозефина (* 11 януари 1800; Виена; † 14 юни 1884, Виена)
- Франц де Паула Йоахим Йозеф (* 25 февруари 1802, Виена; † 31 март 1887, Виена), К.и.К. фелдмаршал-лейтенант, женен на 3 юни 1841 г. във Виена за графиня Юлия Потока (1818 – 1895); прадядо на княз Франц Йозеф II (1906 – 1989); прародители на днешната фамилия Лихтенщайн
- Карл Йохан Непомук Антон (* 14 юни 1803; † 12 октомври 1871, Ишл), номинален регент на княжеството (1806 – 1813), женен на 10 септември 1832 г. в Грац за графиня Росалия д'Хемрикурт фон Грюне (1805 – 1841)
- Клотилда (* 19 август 1804; † 27 януари 1807)
- Хенриета (* 1 април 1806, Виена; † 15 юни 1886, Ишл), омъжена на 1 октомври 1825 г. във Виена за граф Йпзеф Хуняди фон Кетхели (1801 – 1869)
- Фридрих (* 21 септември 1807, Виена; † 1 май 1885, Виена), женен на 15 септември 1848 г. за певицата София Льове (1815 – 1866)
- Едуард Франц Лудвиг (* 22 февруари 1809, Виена; † 27 юни 1864, Карлсбад), австрийски фелдмаршал-лейтенант, женен на 16 октомври 1839 г. в Грац уа графиня Хонория Холониевска (1813 – 1869)
- Август Лудвиг (* 22 април 1810, Виена; † 27 май 1884, Виена), близнак
- Август Игнац (* 22 април 1810, Виена; † 27 май 1824, Виена), близнак
- Ида Леополдина София Мария Йозефина Франциска (* 12 септември 1811, Леднице (Айзгруб), Моравия; † 27 юни 1884, Виена), омъжена на 30 юли 1832 г. във Виена за княз Карл Паар (1806 – 1881)
- Рудолф (* 5 октомври 1816, Виена; † 19 юни 1848, Винченца от раняване)

## Връзка с Бетовен
Лудвиг ван Бетовен посвещава на княгиня Йозефа клавирсонатата оп. 27 Нр. 1 „Quasi una fantasia“, която излиза в печат през 1801 г.